# 希登湖
64°2′S 58°18′W / 64.033°S 58.300°W
希登湖（英語：Hidden Lake）是南極洲的湖泊，位於葛拉漢地的詹姆斯羅斯島西部，長3公里，處於拉格雷利亞斯角和奧貝利斯克角之間，在1945年由英國探險隊發現，現時由南極條約體系管理。